# Polestar 2
Polestar 2 — электромобиль-лифтбек на базе вольвовской платформы CMA, выпускаемый компанией Polestar с марта 2020 года.

## История
В 2016 году был представлен концепт-кар Volvo Concept 40.2. Из-за того, что компания Volvo специализируется на производстве кроссоверов, автомобиль получил название Polestar 2. Дизайнер Максимилиан Миссони изменил задние фонари, решётку радиатора и колёсные диски автомобиля для «самостоятельности». Также это первая модель со встроенной системой Android Automotive.
Серийная версия была представлена 27 февраля 2019 года.

В 2021 году Euro NCAP-Краш-тест присвоил Polestar 2 пять из пяти возможных звёзд.
С сентября 2021 по март 2022 года в Европе продавались модели Polestar 2 с аккумулятором мощностью 165 кВт (224 л. с.), произведённым компанией CATL.
В 2023 году Polestar 2 подвергся первой масштабной модернизации — и вслед за соплатформенными электромобилями Volvo XC40 и Volvo C40 сменил тип базового привода. Если прежде одномоторные версии имели передний привод, то теперь — задний. Сама по себе модульная платформа CMA прежняя, но инженеры заменили не только тяговые моторы, но и другую электротехнику.

## Галерея
| - Вид сзади - Интерьер |